# Адольф Кюн
Адольф Кюн (нім. Adolf Kuen; 5 травня 1893, Кіслегг — 3 травня 1953, Кіслегг) — німецький офіцер, генерал-майор люфтваффе.

## Біографія
1 жовтня 1912 року поступив однорічним добровольцем в 1-й баварський піший артилерійський полк. 30 вересня 1913 року відправлений у резерв. З початком Першої світової війни 8 серпня 1914 року призваний на службу в 3-й баварський піший артилерійський полк. 14 серпня 1915 року перейшов у авіацію. 17 листопада 1918 року демобілізований.
1 жовтня 1934 року поступив на службу в люфтваффе, офіцер для особливих доручень Імперського міністерства авіації. 1 квітня 1935 року відряджений у піхотний корпус Кенігсбрука, 1 червня 1935 року — в льотну школу Брауншвейга. З 1 жовтня 1935 року — в штабі льотної школи Гільдесгайма. З 1 червня 1937 року — командир 121-ї розвідувальної групи і комендант авіабази Гільдесгайма. З 1 лютого 1939 року — командир 10-ї розвідувальної групи і комендант авіабази Нойгаузена.
З 1 вересня 1939 року — командир частин люфтваффе 7-ї армії. В червні 1940 року переведений в командування авіаційної області «Західна Франція». З 24 жовтня 1940 року — комендант аеродромного району Парижа-Серо. 30 січня 1945 року переведений в штаб інспекції комплектування для проходження підготовки інспектора. Згодом відправлений у відставку.

## Звання
- Однорічний доброволець (1 жовтня 1912)
- Єфрейтор (1 квітня 1913)
- Унтер-офіцер резерву (1 вересня 1913)
- Віце-фельдфебель резерву (29 травня 1914)
- В. о. офіцера (8 серпня 1914)
- Лейтенант резерву (20 жовтня 1914)
- Обер-лейтенант резерву (30 квітня 1918)
- Майор (1 жовтня 1934)
- Оберст-лейтенант (1 січня 1937)
- Оберст (1 квітня 1939)
- Генерал-майор (1 квітня 1942)

## Нагороди
- Залізний хрест 2-го і 1-го класу
- Нагрудний знак пілота (Баварія)
- Почесний кубок для переможця у повітряному бою
- Орден Фрідріха (Вюртемберг), лицарський хрест 2-го класу з мечами (7 грудня 1917)
- Почесний хрест ветерана війни з мечами
- Медаль «За вислугу років у Вермахті» 4-го класу (4 роки)
- Хрест Воєнних заслуг 2-го і 1-го класу з мечами